# Аурано
Аура̀но (на италиански: Aurano, на местен диалект: Vran, Вран) е село и община в Северна Италия, провинция Вербано-Кузио-Осола, регион Пиемонт. Разположено е на 683 m надморска височина. Населението на общината е 112 души (към 2010 г.).